# Костылев, Михаил Анатольевич
Михаи́л Анато́льевич Ко́стылев (род. 2 января 1985, Москва) — российский композитор и музыкант, известный созданием музыки для компьютерных игр. Автор музыки для фильмов «Двадцать восемь панфиловцев» и «Танки», а также саундтреков к играм Аллоды Онлайн, King's Bounty, Royal Quest, Shadow Fight 2 и др. Известен под псевдонимом Lind Erebros (от синдаринского Ereb — одинокий, Ross — дождь).

## Биография
Окончил музыкальную ДМШ имени С. В. Рахманинова по классу кларнет. 5 лет выступал с оркестром им. Рахманинова на партии первого кларнета. Владеет музыкальными инструментами: кларнет, гитара, флейта, клавишные, саксофон. С 2003 года работает фрилансером (а с 2014 года на постоянной основе в компании Nekki). Сотрудничает с такими компаниями, как: Mail.ru, Katauri, Nekki, Nival, Никита, ElementalGames, A.D.L., gdteam.com, Iron Tower Studio, IBA Group. В 2011 году был организатором Fantasy fest на котором состоялась премьера второй части Elven Oratory.
С 2009 года сотрудничает с Большим Академическим хором РГГУ Бориса Тараканова.
«Эльфийская оратория» памяти Дж. Р. Р. Толкина представляет собой смесь гитарно-инструментальных фэнтези баллад с симфоническим оркестром в сопровождении Большого Академического Хора. Основная часть текстов «Оратории» написана на настоящем эльфийском языке квэнья, однако присутствуют и тексты на английском языке. Музыкальная история описывает несколько глав из книги Дж. Р. Р. Толкина «Сильмариллион». В ночь с 12 на 13 мая 2017 года состоялась мировая премьера оратории. Первая часть Rebirth of Light прозвучала в рамках проекта «Ночь в метро» в исполнении президентского симфонического оркестра и сводного хора.

## Работы

### Студийные альбомы
- Elven Oratory
  - Rebirth of Light (2009)
  - Noldolante (2012)
  - The Lay of Leithian (2015)

### Саундтреки к играм
- Серия King's Bounty:
  - King’s Bounty: Легенда о рыцаре (2008)
  - King’s Bounty: Принцесса в доспехах (2009)
  - King’s Bounty: Перекрёстки миров (2010)
  - King’s Bounty: Воин Севера (2012)
  - King’s Bounty: Тёмная сторона (2014)
- Аллоды Онлайн (2010)
- Royal Quest (2012)
- Космические Рейнджеры HD: Революция (2013)
- Age of Decadence[англ.] (2015)
- Vector
- Vector 2
- Shadow Fight 2
- Shadow Fight 3
- Shadow Fight 4: Arena (2020)
- Renoir (2016)
- Shades (2023)

### Саундтреки к фильмам
- Двадцать восемь панфиловцев (2016)
- Танки (2018)

## Награды
На конференции DevGAMM Moscow 2014 игра Shadow Fight 2, музыка для которой была написана Lind Erebros, победила в номинации «Excellence in Audio».
«Золотой Феникс» 2017 — специальный приз имени композитора Михаила Глинки за музыку к фильму «28 панфиловцев».

### Статьи и рецензии
- Lind Erebros — Sairina Lin, 2013
- MC Pixel: «эльфийские» мелодии Михаила Костылева (King’s Bounty) и классика Re-Volt Soundtrack, 2014
- Рецензия на Synthema
- Рецензия от Metaloleg

### Видео
- Репортаж-интервью с записи саундтреков к фильму «Двадцать восемь панфиловцев».
- Запись саундтрека игры Allod’s On line.
- Интервью с автором саундтрека «28 панфиловцев» Михаилом Костылевым. Записано 15 января 2017.
- Репортаж о премьере эльфийской оратории 12-13 мая 2017 года в рамках проекта «Ночь в метро».